# Llista d'ocells de Mònaco

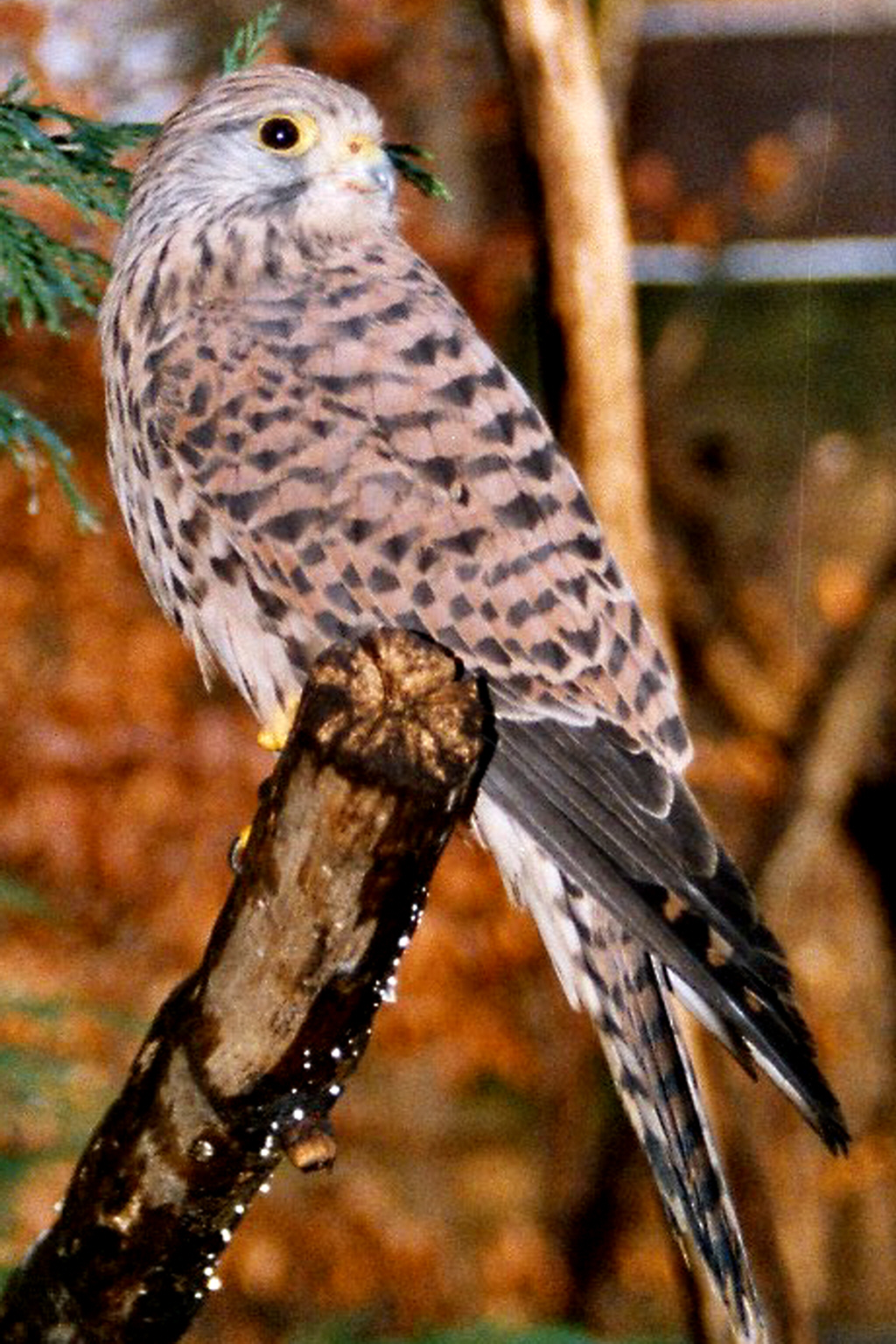
Xoriguer comú

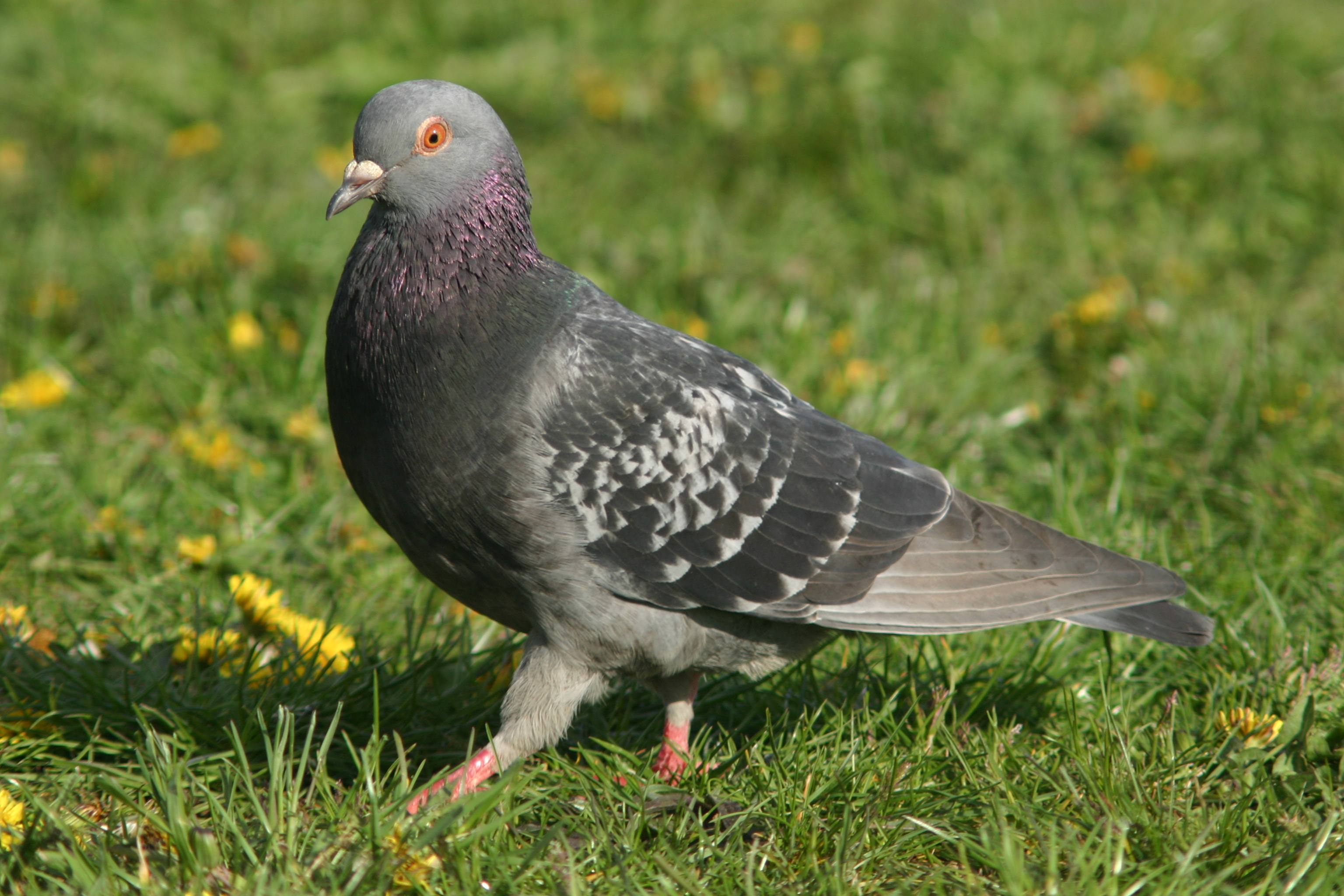
Colom roquer

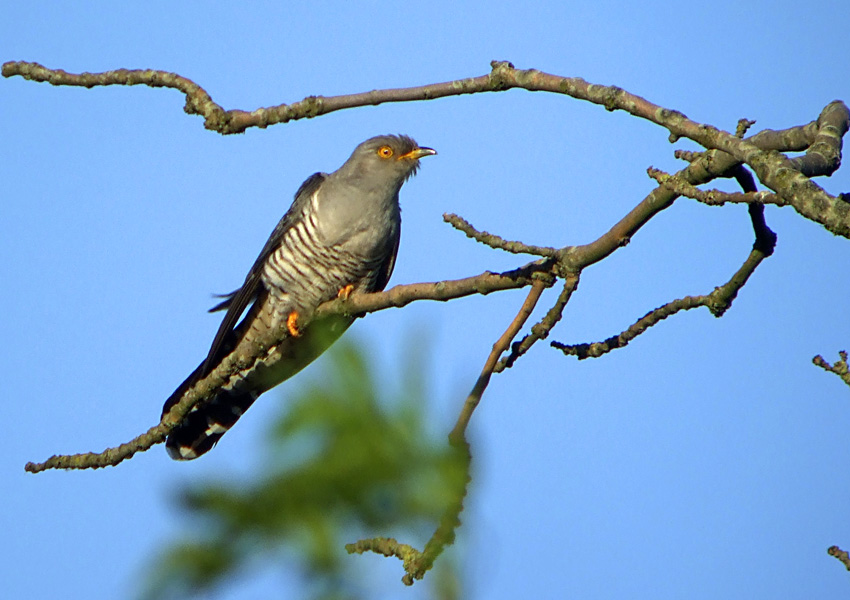
Cucut

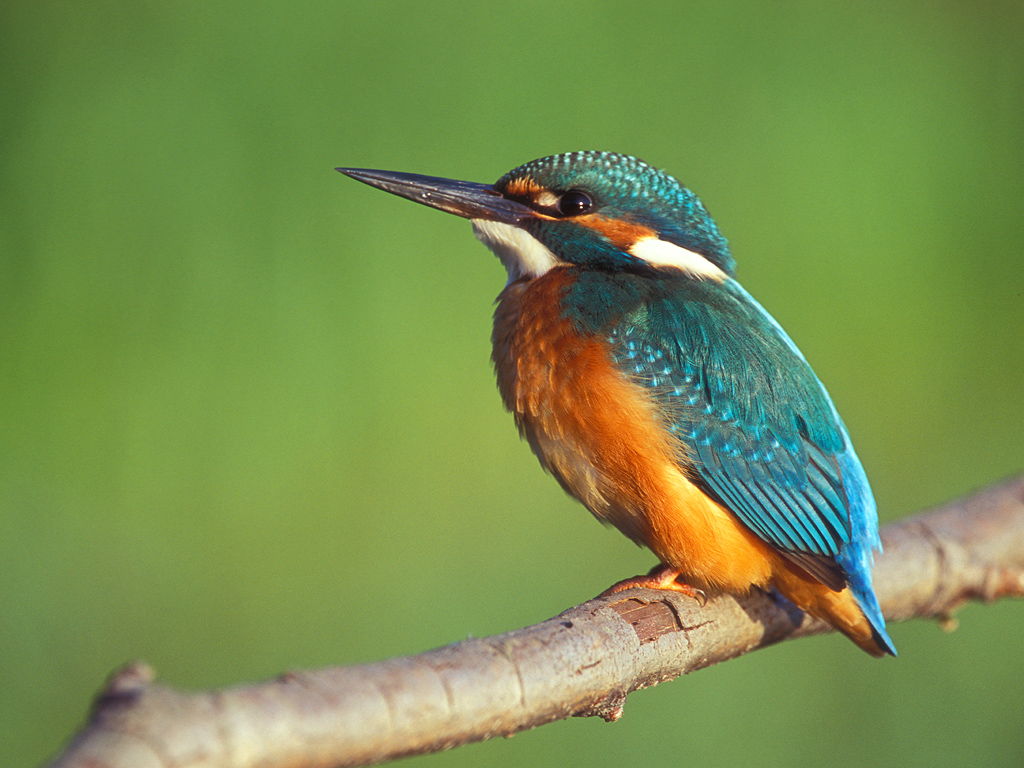
Blauet

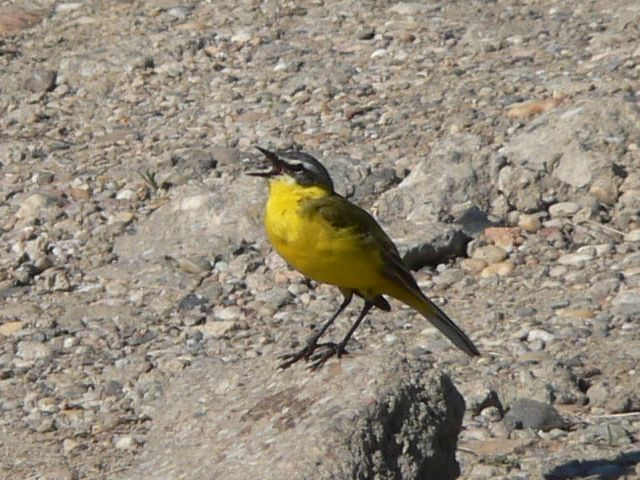
Cuereta groga

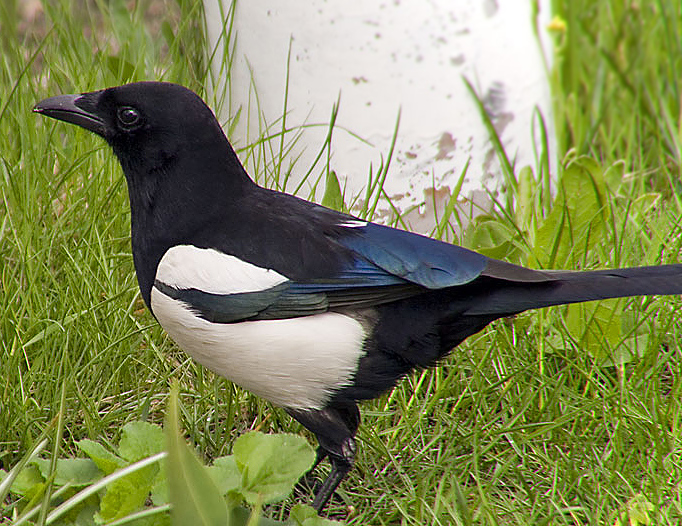
Garsa

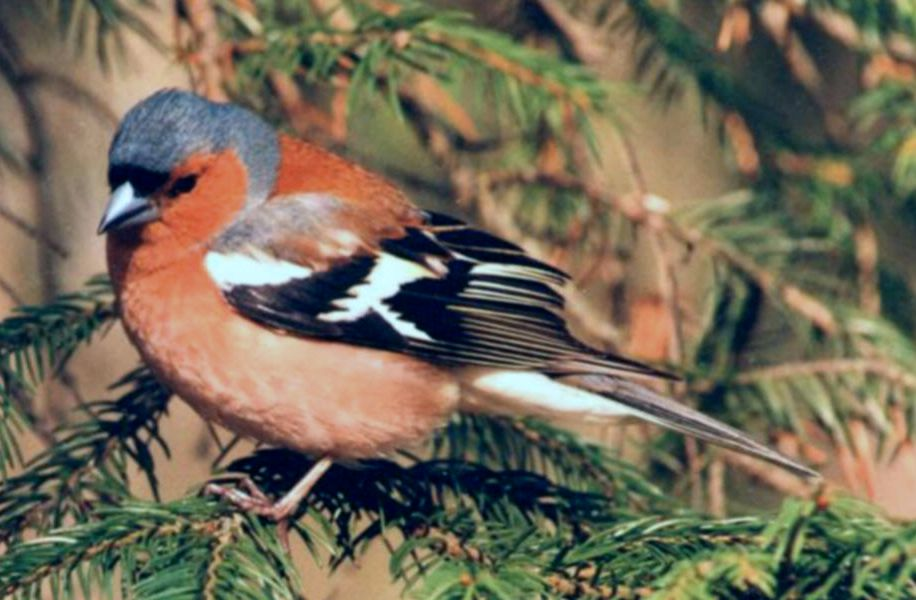
Pinsà comú

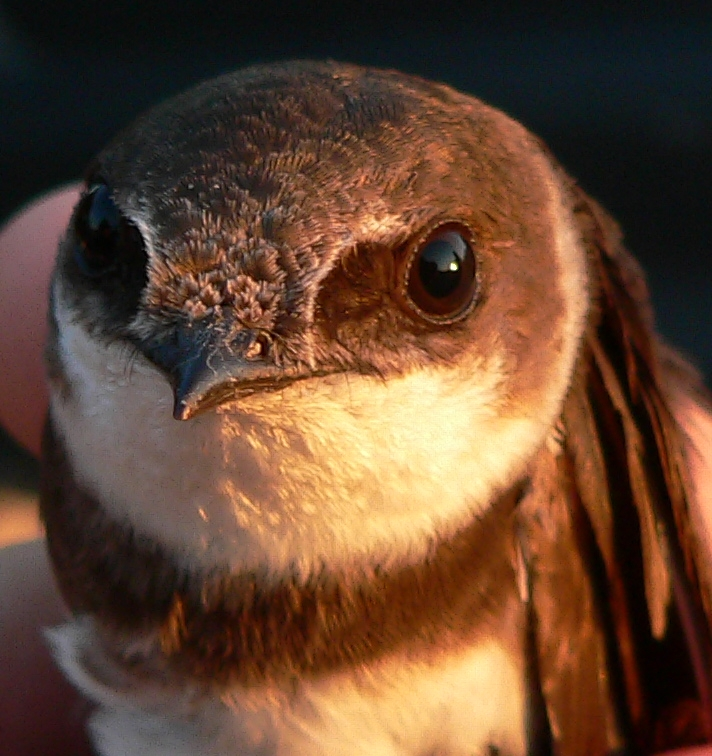
Oreneta de ribera

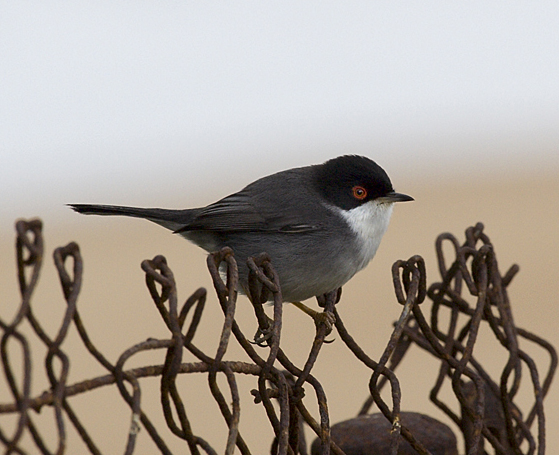
Tallarol capnegre

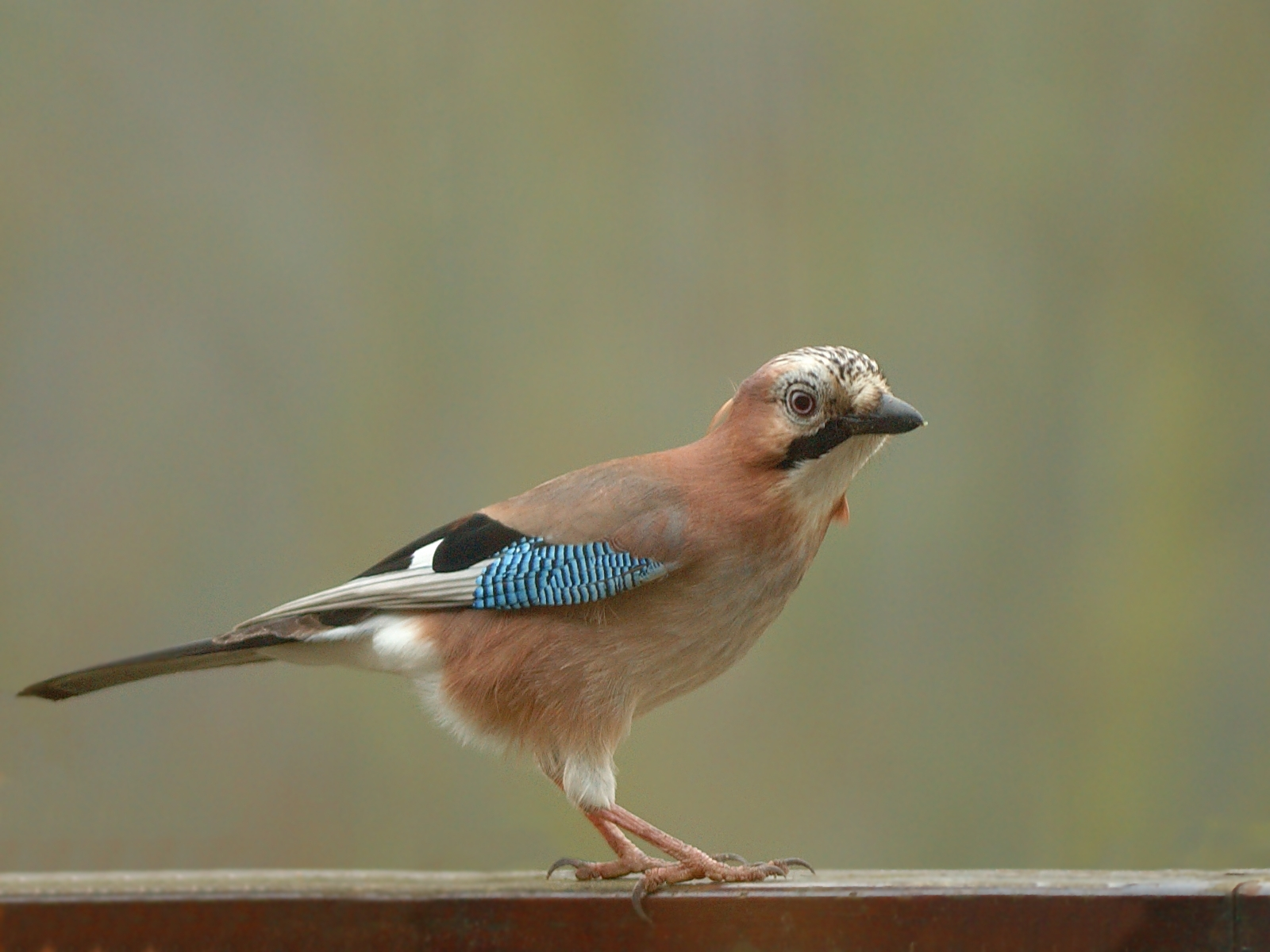
Gaig

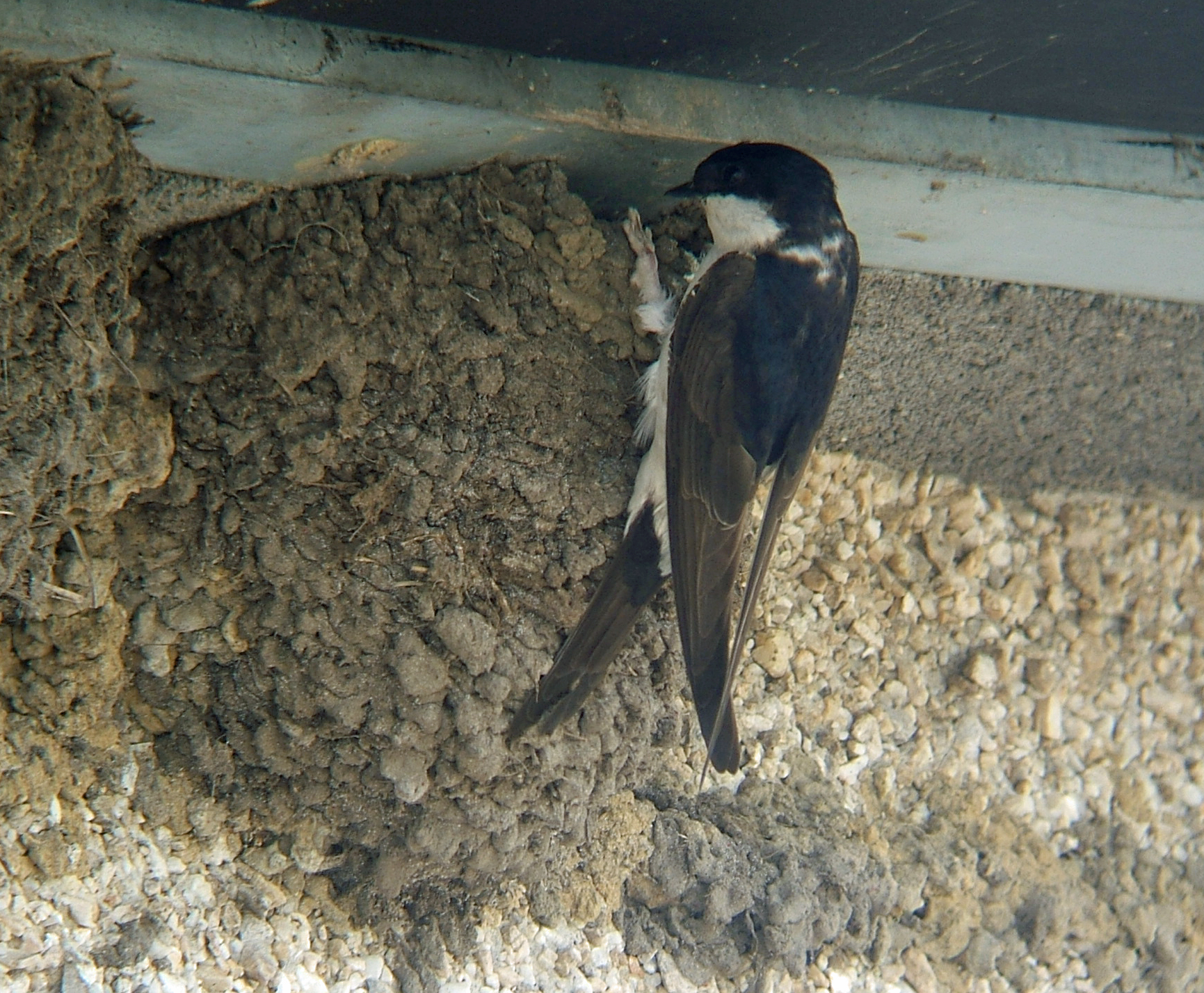
Oreneta cuablanca

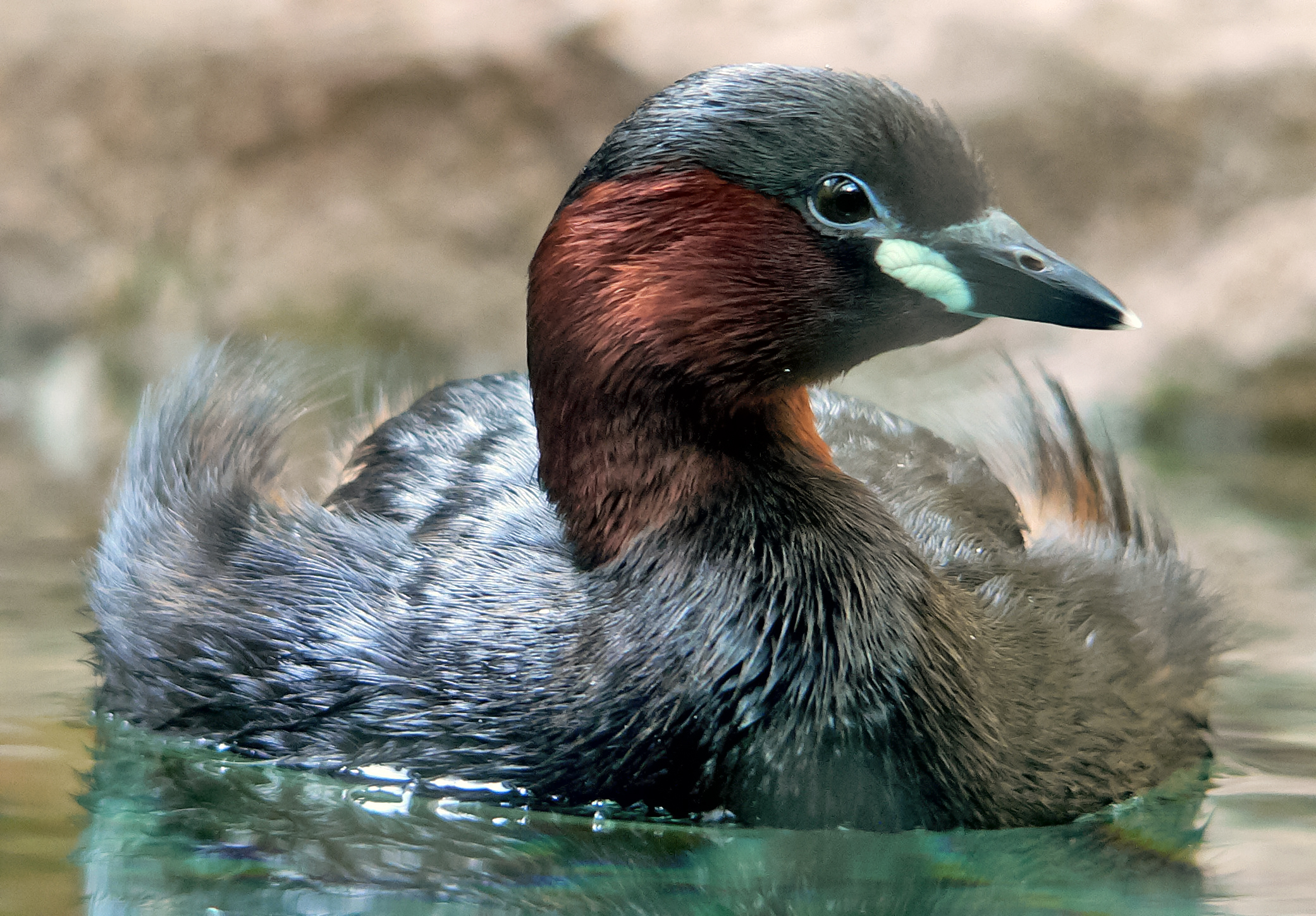
Cabusset

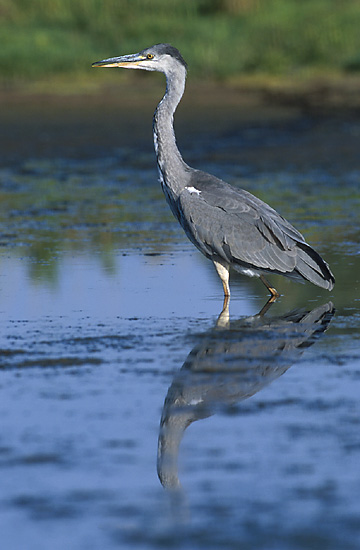
Bernat pescaire

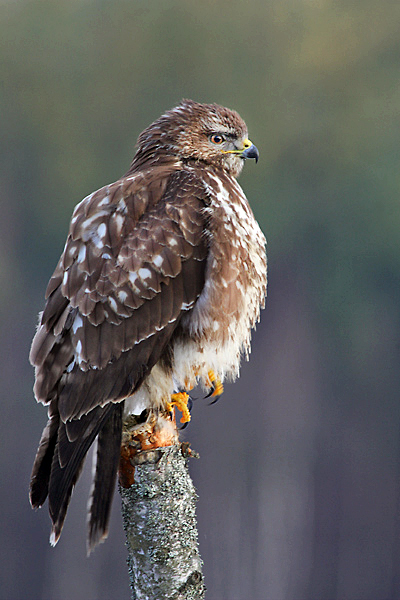
Aligot comú

Aquesta llista d'ocells de Mònaco inclou totes les espècies d'ocells trobades al Principat de Mònaco: 108, cap de les quals hi han estat introduïdes o en són endèmiques. Els ocells s'ordenen per ordre i família.

## Podicipediformes

### Podicipedidae
- Cabusset (Tachybaptus ruficollis)
- Cabussó gris (Podiceps grisegena)
- Cabussó emplomallat (Podiceps cristatus)

## Pelecaniformes

### Sulidae
- Mascarell (Morus bassanus)

### Phalacrocoracidae
- Corb marí gros (Phalacrocorax carbo)

## Ciconiiformes

### Ardeidae
- Bernat pescaire (Ardea cinerea)
- Bitó comú (Botaurus stellaris)
- Martinet menut (Ixobrychus minutus)

## Anseriformes

### Anatidae
- Morell cap-roig (Aythya ferina)
- Ànec collverd (Anas platyrhynchos)

## Falconiformes

### Pandionidae
- Àguila pescadora (Pandion haliaetus)

### Accipitridae
- Milà negre (Milvus migrans)
- Aligot comú (Buteo buteo)
- Esparver vulgar (Accipiter nisus)

### Falconidae
- Xoriguer comú (Falco tinnunculus)
- Falcó pelegrí (Falco peregrinus)

## Galliformes

### Phasianidae
- Guatlla (Coturnix coturnix)

## Gruiformes

### Rallidae
- Fotja vulgar (Fulica atra)

## Charadriiformes

### Scolopacidae
- Gamba verda (Tringa nebularia)
- Xivita (Tringa ochropus)
- Valona (Tringa glareola
- Xivitona vulgar (Actitis hypoleucos)
- Territ de Temminck (Calidris temminckii)
- Territ becllarg (Calidris ferruginea)
- Batallaire (Philomachus pugnax)

### Laridae
- Gavina vulgar (Larus ridibundus)
- Gavià argentat (Larus michahellis)

### Sternidae
- Xatrac becllarg (Sterna sandvicensis)
- Xatrac comú (Sterna hirundo)
- Xatrac menut (Sterna albifrons)
- Curroc (Sterna nilotica)

## Columbiformes

### Columbidae
- Colom roquer (Columba livia)
- Tudó (Columba palumbus)
- Tórtora turca (Streptopelia decaocto)
- Tórtora (Streptopelia turtur)

## Cuculiformes

### Cuculidae
- Cucut (Cuculus canorus)

## Strigiformes

### Tytonidae
- Òliba (Tyto alba)

### Strigidae
- Gamarús (Strix aluco)
- Mussol banyut (Asio otus)
- Mussol comú (Athene noctua)

## Caprimulgiformes

### Caprimulgidae
- Enganyapastors (Caprimulgus europaeus)

## Apodiformes

### Apodidae
- Falciot negre (Apus apus)
- Falciot pàl·lid (Apus pallidus)
- Ballester (Tachymarptis melba)

## Coraciiformes

### Alcedinidae
- Blauet (Alcedo atthis)

### Meropidae
- Abellerol (Merops apiaster)

### Upupidae
- Puput (Upupa epops)

## Piciformes

### Picidae
- Colltort (Jynx torquilla)
- Picot garser gros (Dendrocopos major)
- Picot negre (Dryocopus martius)
- Picot verd (Picus viridis)

## Passeriformes

### Alaudidae
- Alosa vulgar (Alauda arvensis)

### Hirundinidae
- Oreneta de ribera (Riparia riparia)
- Oreneta cuablanca (Delichon urbicum)
- Oreneta vulgar (Hirundo rustica)
- Roquerol (Ptyonoprogne rupestris)

### Motacillidae
- Cuereta blanca (Motacilla alba)
- Cuereta groga (Motacilla flava)
- Cuereta torrentera (Motacilla cinerea)
- Titella (Anthus pratensis)

### Troglodytidae
- Caragolet (Troglodytes troglodytes)

### Prunellidae
- Pardal de bardissa (Prunella modularis)

### Turdidae
- Merla (Turdus merula)
- Griva cerdana (Turdus pilaris)
- Tord ala-roig (Turdus iliacus)
- Griva (Turdus viscivorus)
- Tord comú (Turdus philomelos)

### Sylviidae
- Boscarla de canyar (Acrocephalus scirpaceus)
- Mosquiter comú (Phylloscopus collybita)
- Mosquiter de passa (Phylloscopus trochilus)
- Tallarol capnegre (Sylvia melanocephala)
- Tallarol de casquet (Sylvia atricapilla)
- Tallarol gros (Sylvia borin)
- Tallarol xerraire (Sylvia curruca)

### Muscicapidae
- Papamosques gris (Muscicapa striata)
- Pit-roig (Erithacus rubecula)
- Cotxa fumada (Phoenicurus ochruros)
- Cotxa cua-roja (Phoenicurus phoenicurus)
- Bitxac rogenc (Saxicola rubetra)
- Còlit gris (Oenanthe oenanthe)
- Rossinyol (Luscinia megarhynchos)
- Bitxac rogenc (Saxicola rubetra)

### Aegithalidae
- Mallerenga cuallarga (Aegithalos caudatus)

### Paridae
- Mallerenga d'aigua (Parus palustris)
- Mallerenga carbonera (Parus major)
- Mallerenga petita (Parus ater)
- Mallerenga blava (Parus caeruleus)

### Sittidae
- Pica-soques blau (Sitta europaea)

### Laniidae
- Botxí septentrional (Lanius excubitor)

### Corvidae
- Gaig (Garrulus glandarius)
- Garsa (Pica pica)
- Gralla (Corvus monedula)
- Cornella negra (Corvus corone)
- Graula (Corvus frugilegus)

### Sturnidae
- Estornell vulgar (Sturnus vulgaris)

### Emberizidae
- Cruixidell (Emberiza calandra)
- Verderola (Emberiza citrinella)
- Repicatalons (Emberiza schoeniclus)

### Fringillidae
- Pinsà comú (Fringilla coelebs)
- Verdum (Carduelis chloris)
- Cadernera (Carduelis carduelis)
- Passerell comú (Carduelis cannabina)
- Gafarró (Serinus serinus)
- Pinsà mec (Fringilla montifringilla)
- Durbec (Coccothraustes coccothraustes)

### Passeridae
- Pardal comú (Passer domesticus)
- Pardal xarrec (Passer montanus)
- Pardal roquer (Petronia petronia)